# Les Dix Femmes de l'industriel Rauno Rämekorpi
Les Dix Femmes de l'industriel Rauno Rämekorpi est le 28e roman d'Arto Paasilinna, publié en 2001 en Finlande sous le titre Kymmenen riivinrautaa (litt. « Les Dix Mégères »)
La traduction française paraît en 2009.

## Résumé
L'industriel Rauno Rämekorpi est au faîte de sa puissance et a bien vécu. Pour son soixantième anniversaire, une formidable cérémonie se déroule à son domicile. Il décide de se débarrasser de l'ensemble des cadeaux reçus à cette occasion, bouquets et compositions florales, mais aussi caisses de champagne et de mets fins. Mais le chauffeur de taxi lui conseille d'en offrir une part à chaque personne qu'il souhaite, et d'abord aux femmes qu'il a pu connaître.
Quelque temps plus tard, à l'approche des fêtes de Noël, il souhaite laisser un bon souvenir à dix femmes qu'il a connues et qui ont connu des fortunes diverses. Alors, il se costume en Père Noël, se fait accompagner par un chauffeur-cuisinier, déguisé en lutin, qui va l'assister dans l'intention d'aller récompenser à sa manière (bon repas, cadeau et plus si toujours affinités...) ces dix femmes qui ont compté pour lui. 
Mais les retrouvailles seront-elles toujours aussi faciles que prévu ?

## Adaptation cinématographique
- 2002 : Kymmenen riivinrautaa, film finlandais réalisé par Ere Kokkonen, adaptation du roman éponyme